# Persone di nome Benito
| Questa pagina contiene informazioni ricavate automaticamente dalle voci biografiche con l'ausilio del template Bio e di un bot. L'aggiornamento è periodico e automatico e ricostruisce completamente la pagina. Se manca una persona in questa lista, sei pregato di non aggiungerla, ma accertati piuttosto che la sua voce biografica contenga il template Bio e che i dati anagrafici siano correttamente compilati. Se il template Bio manca, inseriscilo tu stesso o, in alternativa, metti l'avviso {{tmp\|Bio}} che ne segnala la mancanza. Se i dati riportati sono sbagliati, correggi direttamente la voce biografica; le modifiche saranno visibili in questa lista entro pochi giorni. Per chiarimenti vedi il progetto antroponimi. La lista contiene solo le 82 persone che sono citate nell'enciclopedia e per le quali è stato implementato correttamente il template Bio. Pagina aggiornata al 16 ott 2024. |

Questa è una lista di persone presenti nell'enciclopedia che hanno il prenome Benito, suddivise per attività principale.

## Allenatori di calcio(2)
- Benito Carbone, allenatore di calcio e ex calciatore italiano (Reggio Calabria, n. 1971)
- Benito Floro, allenatore di calcio spagnolo (Gijón, n. 1952)

## Arbitri di calcio(1)
- Benito Archundia, ex arbitro di calcio messicano (Tlalnepantla de Baz, n. 1966)

## Architetti(1)
- Benito Paolo Torsello, architetto italiano (Alessano, n. 1934 - Genova, † 2018)

## Arcivescovi cattolici(2)
- Benito Cocchi, arcivescovo cattolico italiano (Minerbio, n. 1934 - Bologna, † 2016)
- Benito Gennaro Franceschetti, arcivescovo cattolico italiano (Provaglio d'Iseo, n. 1935 - Fermo, † 2005)

## Astronomi(1)
- Vittorio Goretti, astronomo italiano (San Cesario sul Panaro, n. 1939 - Pianoro, † 2016)

## Attori(5)
- Benito Artesi, attore italiano (Napoli, n. 1938 - Roma, † 2018)
- Ben Carruthers, attore statunitense (n. 1936 - Los Angeles, † 1983)
- Benito Martinez, attore statunitense (Albuquerque, n. 1971)
- Benito Pacifico, attore e stuntman italiano (Roma, n. 1939 - Roma, † 2008)
- Benito Stefanelli, attore e stuntman italiano (Roma, n. 1928 - Roma, † 1999)

## Baritoni(1)
- Benito Di Bella, baritono italiano (Palermo, n. 1940 - Teramo, † 2008)

## Bobbisti(1)
- Benito Rigoni, bobbista italiano (Asiago, n. 1936 - Dueville, † 2021)

## Calciatori(14)
- Benito Albini, calciatore italiano (Taino, n. 1937 - Taino, † 1999)
- Benito Boldi, calciatore italiano (Tarcento, n. 1934 - Biella, † 2021)
- Benito Carvajales, calciatore cubano (n. 1913)
- Natalino De Rossi, ex calciatore italiano (Cologna Veneta, n. 1936)
- Benito Díaz Iraola, calciatore e allenatore di calcio spagnolo (San Sebastián, n. 1898 - San Sebastián, † 1990)
- Benito Lorenzi, calciatore e allenatore di calcio italiano (Borgo a Buggiano, n. 1925 - Milano, † 2007)
- Benito Meroni, ex calciatore italiano (San Daniele del Friuli, n. 1925)
- Benito Mosso, calciatore argentino (Mendoza, n. 1894 - † 1954)
- Benito Novello, ex calciatore italiano (Sandrigo, n. 1937)
- Benito Raman, calciatore belga (Gand, n. 1994)
- Benito Ramírez, calciatore spagnolo (La Aldea de San Nicolás, n. 1995)
- Benito Sarti, calciatore italiano (Padova, n. 1936 - Padova, † 2020)
- Nicolas Viola, calciatore italiano (Oppido Mamertina, n. 1989)
- Benito Zanutto, ex calciatore italiano (San Giorgio di Livenza, n. 1950)

## Cantanti(1)
- Benito di Paula, cantante, pianista e compositore brasiliano (Nova Friburgo, n. 1941)

## Cantautori(2)
- Bad Bunny, cantautore, rapper e produttore discografico portoricano (Vega Baja, n. 1994)
- Benito Urgu, cantautore, comico e cabarettista italiano (Oristano, n. 1939)

## Cardinali(2)
- Benito Sanz y Forés, cardinale e arcivescovo cattolico spagnolo (Gandia, n. 1828 - Madrid, † 1895)
- Benito de Sala y de Caramany, cardinale e vescovo cattolico spagnolo (Gerona, n. 1646 - Roma, † 1715)

## Cestisti(2)
- Benito Doblado, ex cestista spagnolo (Lebrija, n. 1971)
- Benito Santiago, cestista portoricano (Coamo, n. 1989)

## Ciclisti su strada(1)
- Benito Venturini, ciclista su strada italiano (Massa Carrara, n. 1937 - † 2003)

## Dirigenti d'azienda(1)
- Benito Cazora, dirigente d'azienda e politico italiano (Alì Terme, n. 1933 - Roma, † 1999)

## Fumettisti(1)
- Benito Jacovitti, fumettista italiano (Termoli, n. 1923 - Roma, † 1997)

## Generali(1)
- Benito Gavazza, generale italiano (Torino, n. 1926 - Cormons, † 2010)

## Giocatori di bridge(1)
- Benito Garozzo, giocatore di bridge italiano (Napoli, n. 1927)

## Giocatori di football americano(1)
- Benito Jones, giocatore di football americano statunitense (Waynesboro, n. 1997)

## Giornalisti(1)
- Benny Lai, giornalista e scrittore italiano (Aprigliano, n. 1925 - Roma, † 2013)

## Imprenditori(1)
- Benito Stirpe, imprenditore italiano (Torrice, n. 1923 - Roma, † 2008)

## Militari(2)
- Benito Pérez Brito, ufficiale spagnolo (Barcellona, n. 1747 - Panama, † 1813)
- Benito de San Juan, militare spagnolo (Talavera de la Reina, † 1809)

## Musicisti(1)
- Pier Benito Greco, musicista, compositore e paroliere italiano (Torino, n. 1937 - Torino, † 2018)

## Orientalisti(1)
- Benito Arias Montano, orientalista spagnolo (Fregenal de la Sierra, n. 1527 - Siviglia, † 1598)

## Piloti di rally(1)
- Benito Guerra, pilota di rally messicano (n. 1985)

## Pirati(1)
- Don Benito, pirata spagnolo

## Pittori(3)
- Benito Balducci, pittore italiano (Foligno, n. 1923 - Morciano di Romagna, † 2007)
- Benito Partisani, pittore, scultore e ceramista italiano (Predappio, n. 1906 - Predappio, † 1969)
- Benito Quinquela Martín, pittore argentino (Buenos Aires, n. 1890 - Buenos Aires, † 1977)

## Poeti(1)
- Benito Galilea, poeta e scrittore italiano (Martone, n. 1944)

## Politici(13)
- Benito Bollati, politico e avvocato italiano (Canegrate, n. 1926 - Milano, † 2023)
- Benito Bortolami, politico italiano (Rovigo, n. 1939)
- Benito Caballero Garza, politico messicano (n. 1965)
- Benito Falvo, politico italiano (Scigliano, n. 1924 - Cosenza, † 2010)
- Benito Gualtieri, politico italiano (Catanzaro, n. 1936 - † 1996)
- Benito Juárez, politico e avvocato messicano (San Pablo Guelatao de Juárez, n. 1806 - Città del Messico, † 1872)
- Benito Mussolini, politico e giornalista italiano (Dovia di Predappio, n. 1883 - Giulino di Mezzegra, † 1945)
- Benito Nardone Cetrulo, politico uruguaiano (Montevideo, n. 1906 - Montevideo, † 1964)
- Benito Orgiana, politico italiano (Orroli, n. 1938 - † 2021)
- Benito Paolone, politico e dirigente sportivo italiano (Campobasso, n. 1933 - Catania, † 2012)
- Benito Pavoni, politico italiano (Sant'Ambrogio di Valpolicella, n. 1936 - Verona, † 2023)
- Benito Saba, politico italiano (Cagliari, n. 1936 - Sassari, † 2023)
- Benito Savo, politico italiano (Torrice, n. 1940)

## Poliziotti(1)
- Benito Atzei, carabiniere italiano (Gonnostramatza, n. 1934 - Rocca Canavese, † 1982)

## Pugili(1)
- Benito Penna, pugile italiano (Castelverde, n. 1940 - † 2022)

## Registi(3)
- Benito Alazraki, regista, sceneggiatore e produttore cinematografico messicano (Città del Messico, n. 1921 - Città del Messico, † 2007)
- Benito Perojo, regista e produttore cinematografico spagnolo (Madrid, n. 1894 - Madrid, † 1974)
- Benito Zambrano, regista e sceneggiatore spagnolo (Lebrija, n. 1965)

## Saggisti(2)
- Benito Jerónimo Feijoo, saggista e religioso spagnolo (Ourense, n. 1676 - Oviedo, † 1764)
- Benito Recchilongo, saggista e scrittore italiano (Campli, n. 1938)

## Saltatori con gli sci(1)
- Tito Tolin, saltatore con gli sci italiano (Asiago, n. 1935 - Asiago, † 2006)

## Scenografi(1)
- Beni Montresor, scenografo, regista e illustratore italiano (Bussolengo, n. 1926 - Verona, † 2001)

## Schermidori(1)
- Benito Ramos, schermidore messicano (Guadalajara, n. 1913)

## Scrittori(3)
- Benito Lynch, scrittore argentino (Buenos Aires, n. 1885 - La Plata, † 1952)
- Benito Mazzi, scrittore e giornalista italiano (Re, n. 1938 - Santa Maria Maggiore, † 2022)
- Benito Pérez Galdós, scrittore e drammaturgo spagnolo (Las Palmas de Gran Canaria, n. 1843 - Madrid, † 1920)

## Scultori(1)
- Benito Boccolari, scultore, incisore e ceramista italiano (Modena, n. 1888 - Modena, † 1964)

## Vescovi cattolici(1)
- Benito Sánchez de Herrera, vescovo cattolico e teologo spagnolo (Navas de Jorquera, n. 1598 - Pozzuoli, † 1674)

## Senza attività specificata(1)
- Benito Albino Dalser,  italiano (Milano, n. 1915 - Mombello di Limbiate, † 1942)